# Rosengård

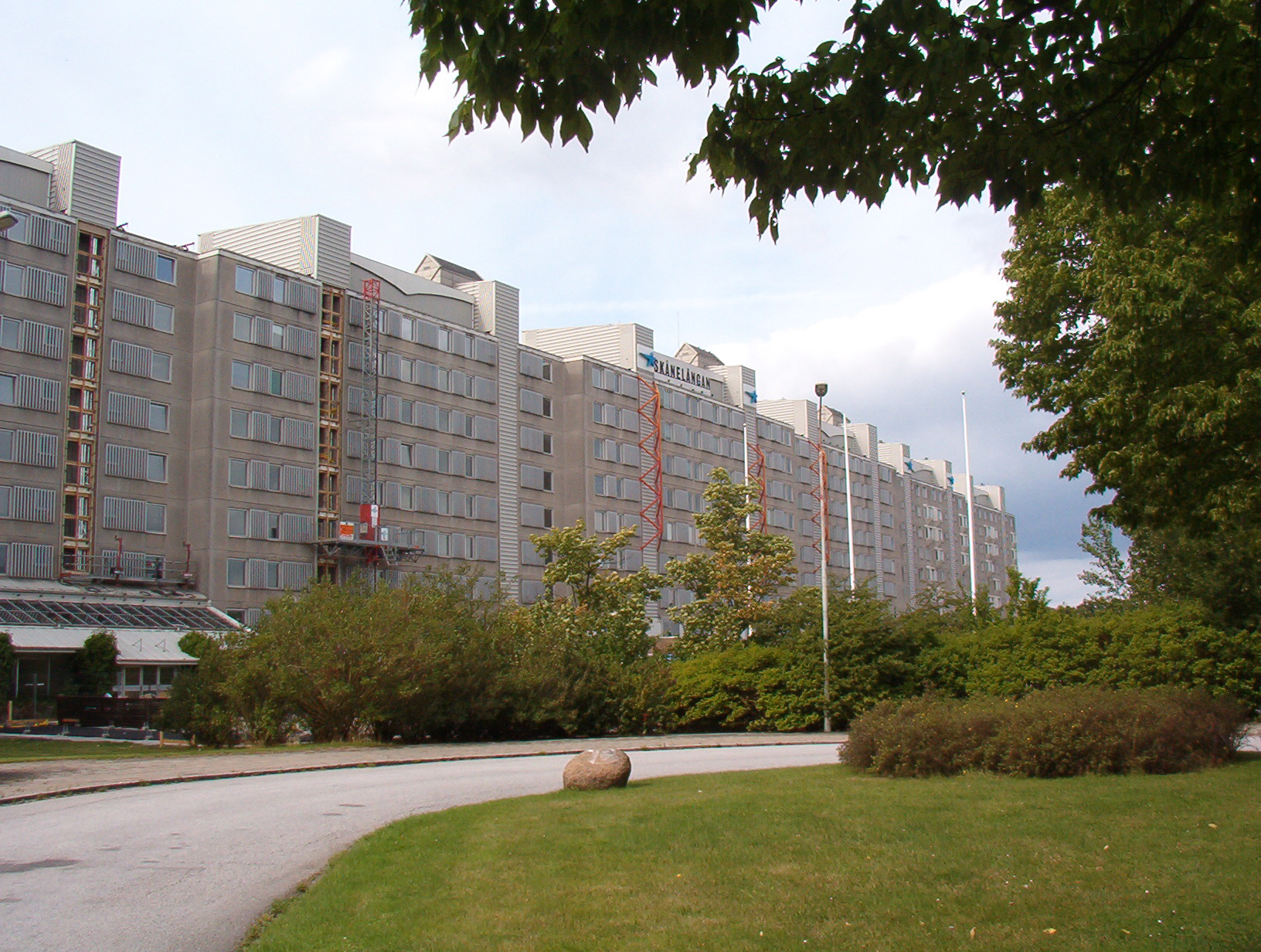
Gebäudekomplex Chinesische Mauer in Rosengård

Rosengård ist ein Teil des „Stadtbezirks Ost“ (Stadsområde Öster) der südschwedischen Stadt Malmö. Die Großwohnsiedlung wurde in den 1960er und 1970er Jahren im Zuge des Millionenprogramms der schwedischen Regierung beplant und gebaut. Rosengård hat eine Fläche von 332 ha und 23.563 Einwohner (31. Dezember 2012).
Rosengård, heute durch starke soziale Segregation und einen hohen Anteil an Muslimen in der Einwohnerschaft gekennzeichnet, ist inzwischen über die Landesgrenzen hinaus als Problemviertel bekannt.

## Geographische Lage

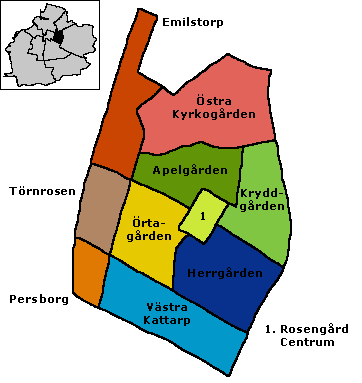
Rosengårds Bezirksteile (delområden)

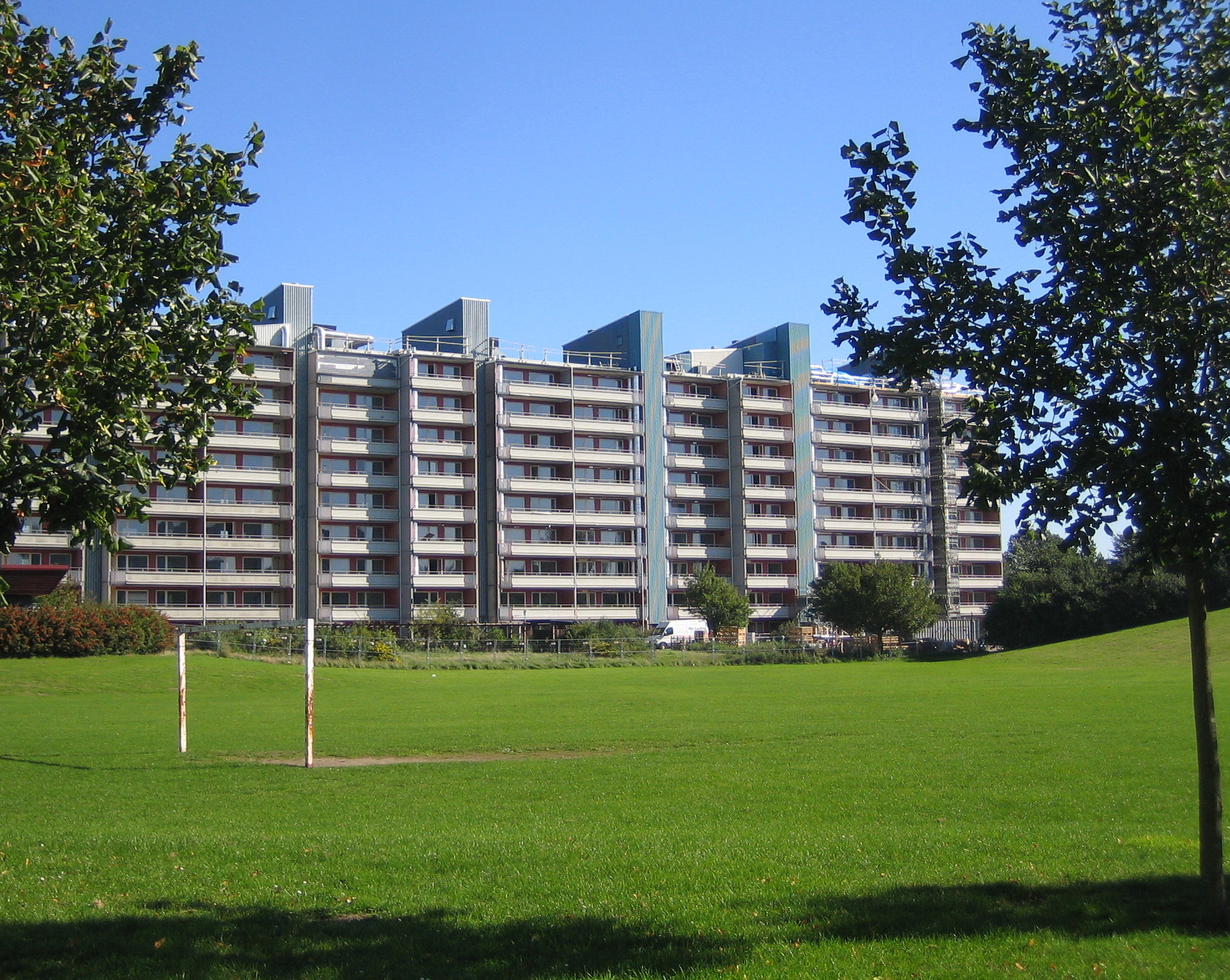
Rückseite der Chinesischen Mauer

Der frühere Stadtteil Rosengård wurde im Juli 2013 mit dem Stadtteil Husie zum Stadtbezirk Öster zusammengeschlossen.
Rosengård besteht aus sieben Bezirksteilen (delområden): Apelgården, Herrgården, Kryddgården, Törnrosen, Örtagården, Persborg und Västra Kattarp, östlich des Malmöer Zentrums im Stadtbezirk Öster. Hinzu kommen Östra Kyrkogården, Emilstorp und Rosengård centrum. Es grenzt im Uhrzeigersinn an den Stadtbezirk Norr, die frühere Stadtteil Husie, sowie die Stadtbezirke Söder und Innerstaden.

### Demographie
| Jahr | Einwohner |
| ---- | --------- |
| 1961 | 05.250    |
| 1971 | 23.112    |
| 1981 | 18.006    |
| 1991 | 17.190    |
| 2001 | 21.027    |
| 2004 | 21.526    |
| 2012 | [0]23.563 |

### Einwanderer nach Herkunft
86 % der Einwohner haben einen Migrationshintergrund.
| Land (2004)             | Erste Generation | Zweite Generation | Entspricht |
| ----------------------- | ---------------- | ----------------- | ---------- |
| Jugoslawien             | 02.987           | 1.244             | 04.231     |
| Irak                    | 02.482           | 0.753             | 03.235     |
| Bosnien und Herzegowina | 01.400           | 0.254             | 01.654     |
| Libanon                 | 01.310           | 1.386             | 02.696     |
| Polen                   | 00.520           | 0.142             | 00.662     |
| Insgesamt               | 12.681           | 5.355             | 18.036     |
| Anteil                  | 59 %             | 25 %              | 84 %       |

## Soziale Probleme
Rosengård (exklusive des Gebietes nördlich der Straße „Amiralsgatan“) wurde von der schwedischen Polizei 2019 (mit 21 anderen Gebieten), zum dritten Mal in Folge zu den Besonders gefährdeten Gebieten (die gefährdetsten Gebiete im Sinne der Kriminalitätsrate und sozialer Ausgrenzung) gezählt.

### Die Rosengård-Studie 2009
Im Jahr 2009 wurde eine stark kritisierte Studie über Rosengård präsentiert. Laut der Studie erfassen die offiziell in Rosengård registrierten Menschen nur die Hälfte der tatsächlichen Einwohner, und es soll eine zunehmende Radikalisierung in den vergangenen fünf Jahren gegeben haben: „Eine kleine Zahl von Extremisten bekommt immer mehr Macht über immer mehr Menschen“, sagte der Konfliktforscher Magnus Ranstorp, einer der Autoren des Rapports. „Frauen, die früher nie Schleier trugen, werden dazu gezwungen, patriarchalische Machtstrukturen werden zementiert.“ In einer bis drei der etwa 15 Kellermoscheen wurden laut der Studie „Gewalt verherrlichende Botschaften“ verbreitet, und 13- oder 14-jährige Mädchen aus islamischen Familien wurden während des Urlaubs in der Heimat der Eltern zwangsverheiratet. Die Zurückgekehrten lebten laut der Studie als Hausfrau, und außer Haus bewegten sie sich nur mit Schleier verhüllt, selten aus freiem Willen, sondern aus Angst vor einigen „Gesinnungspolizisten“, d. h. Gruppen männlicher Jugendlicher, die diejenigen drangsalieren, die sich ihrer Meinung nach „unislamisch“ verhalten. Zudem sollen die Zuhörer in einigen der Kellermoscheen und islamischen Freischulen von radikalen Predigern aufgefordert worden sein, die schwedische Gesellschaft zu meiden und demokratische Grundregeln zu missachten. Von öffentlichen Schulen verlangten einige Eltern, dass Jungen und Mädchen nicht in der gleichen Schulbank sitzen sollten und, während die Jungen am Sportunterricht teilnehmen, sollten Mädchen nähen lernen. Die Studie wurde aber nur mit Informationen von 30 indirekten Quellen geschrieben, ohne eigene Observationen in Rosengård, und wurde stark kritisiert.

### Krawalle 2008
Zwischen dem 18. und 20. Dezember 2008 kam es im Bezirksteil Herrgården zu schweren Krawallen zwischen überwiegend Jugendlichen und der Polizei. Vorangegangen war die geplante Räumung einer besetztgehaltenen Kellermoschee. Mehrere PKW gerieten in Brand, es kam auch zu Bombendrohungen gegen eine Tankstelle. Jugendliche zwangen selbst Rettungskräfte durch Steinwürfe und Feuerwerkskörper zum Rückzug, und mehrere Personen wurden im Zusammenhang mit den Unruhen festgenommen. Nach offiziellen Angaben standen vor allem autonome Kräfte hinter den Unruhen und eine Vereinigung der Autonomen bekannte sich auch dazu.

## Persönlichkeiten
- Zlatan Ibrahimović (* 1981), weltweit bekannter Fußballer, wuchs in Rosengård auf; er beschreibt seine Jugend in Rosengård in seiner Autobiographie.[14]
- Yksel Osmanovski (* 1977), ehemaliger Fußballspieler in Schweden und Italien, auch Frankreich, wuchs in Rosengård auf.
- Daniel Cirera (* 1976), Sänger und Komponist, wuchs die ersten elf Jahre in Rosengård auf.
- Osama Krayem (* 1992), Terrorist, wuchs in Rosengård auf,[15] er wurde wegen Beteiligung an den Terroranschlägen 2015 in Paris zu 30 Jahren Haft mit anschließender Sicherungsverwahrung von 20 Jahren verurteilt.[16]